# Przymus transferowy
Przymus transferowy (ang. "transfer squeeze") to w brydżu nazwa manewru rozgrywającego polegająca na przeniesieniu ("transferze") zatrzymania w jednym z kolorów z jednej ręki obrońcy do drugiej.  Poniższy przykład pochodzi z Mistrzostw Europy w 1958, rozgrywającym był Alan Truscott.
```
                       ♠ 7 6 5 4
                       
♥
 D 8
                       
♦
 D 9 7 2
                       ♣ A W 8
             ♠ K                  ♠ 9 8 5 2
             
♥
 9 6 5 3            
♥
 K W
             
♦
 W 10 8 5           
♦
 K 6 4 3
             ♣ K 10 9 4           ♣ 5 3
                       ♠ A D W 10 
                       
♥
 A 10 7 4 2
                       
♦
 A
                       ♣ D 7 6
```

S rozgrywa 4♠ po wiście ♦W.  Rozgrywający bierze pierwszą lewę asem w ręce i gra kiera do damy w dziadku i króla u E, który odchodzi pikiem.  S impasuje damą, W bierze singlowym królem atu i wistuje w kiera do waleta i asa w ręce rozgrywającego.  Gracz S gra teraz asa kier i po ujawnieniu się złego podziału pików, przebija kiera w dziadku, którego jednak W nadbija i gra ostatniego już atuta ze swojej ręki.  S bije w ręce, impasuje króla trefl waletem i gra z dziadka damę karo aby przenieść zatrzymanie karo potrzebne do ustawietnia przymusu do ręki W (rozgrywający wie z pierwszego wistu, że E ma króla, a W dziesiątkę w tym kolorze).  Powstaje następująca końcówka:
```
                       ♠ -
                       
♥
 -
                       
♦
 9 7
                       ♣ A 8
             ♠ -                  ♠ -
             
♥
 9                  
♥
 - 
             
♦
 10                 
♦
 6 4
             ♣ K 10               ♣ 5 3
                       ♠ -
                       
♥
 10 7
                       
♦
 -
                       ♣ D 6
```

Rozgrywający gra teraz dwa dobre kiery ustawiając obrońcę W w przymusie prostym.